# Budovy Sdružení projektových ateliérů
Budovy Sdružení projektových ateliérů, známé též jako Administrativní areál Emauzy nebo Pragerovy kostky, se nacházejí v Praze na Novém Městě na adresách Vyšehradská 51, 55 a 57. Komplex staveb architekta Karla Pragera z přelomu 60. a 70. let 20. století sloužil pro Projektový ústav výstavby Prahy a dnes pro Institut plánování a rozvoje hl. m. Prahy. 

## Historie
V roce 1966 byla vypsána architektonická soutěž pro sídlo nově zřízené Sdružení projektových ateliérů, které vzniklo vydělením z původního Stavoprojektu. Původně měla stavba stát na severním předmostí Hlávkova mostu, nicméně přepracování návrhu Severojižní magistrály v druhé polovině 60. let 20. století donutilo urbanisty přesunout tuto stavbu do jiné části metropole. Dle návrhu architekta Karla Filsaka bylo nakonec rozhodnuto o výstavbě v prostoru mezi Morání a Palackého náměstím. Pro nový prostor však nebylo rozhodnuto o novém objektu, ale byl realizován návrh určený původně pro Holešovice. Ten vypracovali architekti Karel Prager a Jiří Kadeřábek. Stavební práce začaly ještě před okupací ČSSR v roce 1968; v roce 1973 byl projekt dokončen ve zmenšené podobě – realizovány byly pouze tři budovy z pěti. Komplex měl původně dosahovat až ke Karlovu náměstí. Čtvrtá a pátá budova nebyly nikdo postaveny a na jejich místě zůstaly původní budovy, které měly být zbourány.  
Všechny objekty spojuje společné atrium. Ideově budova odkazuje na myšlenku Karla Pragera o vertikálním městě – samotné ateliéry byly vybudovány na mostních konstrukcích nad vstupem do jednotlivých třech budov. 
Okolo hlavních budov se nachází zahrada, která je oddělena od Vyšehradské ulice umělecky provedenou stěnou od Miloslava Chlupáče s reliéfy Miloslava Hájka.
Komplex byl dokončen v roce 1973 a kolaudován v roce 1974. Vzhledem k politickým změnám po roce 1968 začal sloužit následně jinému subjektu, a sice pro Projektový ústav výstavby Prahy, později pro některé odbory Magistrátu hl. m. Prahy. V roce 1988 proběhla rekonstrukce obvodového pláště. Od roku 2013 zde sídlí Institut plánování a rozvoje hl. m. Prahy. V roce 2017 zde také zřízeno centrum CAMP – Centrum architektury a městského plánování, které využívá výstavní a přednáškový sál. Ten byl navržený architektem Pragerem včetně atypického vybavení, které se však nedochovalo.

### Rekonstrukce
V roce 2024 měla začít plánovaná rekonstrukce celého komplexu. Mělo dojít ke kompletní obměně obvodového pláště budovy, technologii a opravě interiérů. Obnovou měla projít také prostranství v okolí budov, ze kterých měl být nový plnohodnotný veřejný prostor s parkem. Předpokládá cena rekonstrukce byla 955 milionů korun. Rada hlavního města akci udělila souhlas na začátku roku 2022, v roce 2024 však rekonstrukce nezačala a rekonstrukce nebyla zařazena ani v návrhu pražského rozpočtu na rok 2025.
V červnu 2025 Rada hlavního města Prahy schválila pokračování příprav projektu a jeho financování, IPR poté vyhodnotil veřejnou soutěž na rekonstrukci a v srpnu 2025 uzavřel smlouvu na projekční a stavební práce (metoda design and build) se společnostmi PORR a Metrostav DIZ. Cena by neměla přesáhnout 1,4 miliardy korun, z toho 320 mil. Kč by mělo jít z dotace z Modernizačního fondu.